# Gabinet Jimmy’ego Cartera

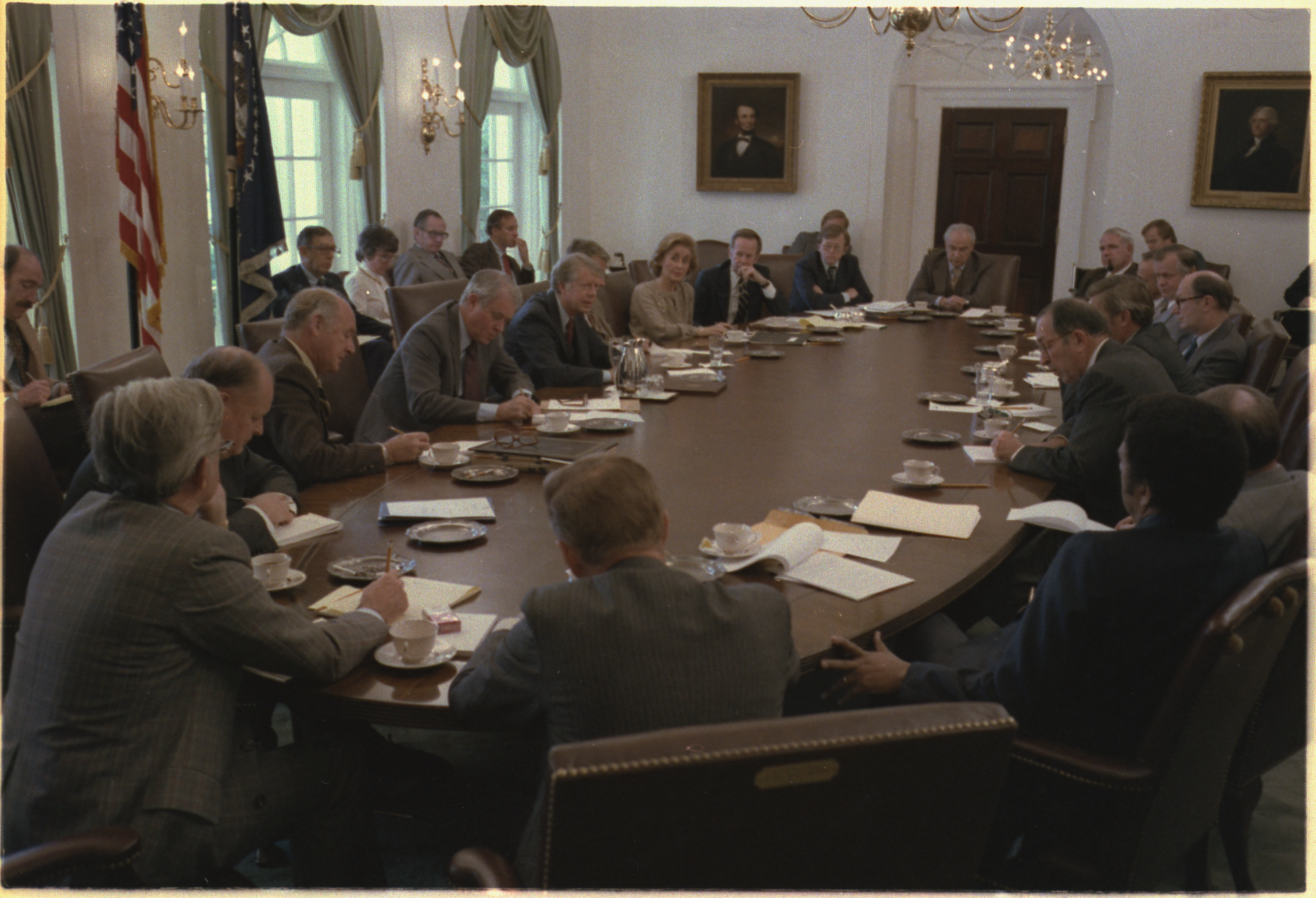
Gabinet Jimmy’ego Cartera w 1978 roku

Gabinet Jimmy’ego Cartera – powołany i zaprzysiężony w 1977.
| Departament/Funkcja | Imię i nazwisko         | Kadencja    |
| --- | ----------------------- | ----------- |
| Prezydent | Jimmy Carter            | 1977 – 1981 |
| Wiceprezydent | Walter Mondale          | 1977 – 1981 |
| Sekretarz stanu | Cyrus Vance             | 1977 – 1980 |
| | Edmund Muskie           | 1980 – 1981 |
| Sekretarz skarbu | W. Michael Blumenthal   | 1977 – 1979 |
| | G. William Miller       | 1979 – 1981 |
| Sekretarz obrony | Harold Brown            | 1977 – 1981 |
| Prokurator generalny | Griffin Bell            | 1977 – 1979 |
| | Benjamin Civiletti      | 1979 – 1981 |
| Sekretarz zasobów wewnętrznych | Cecil Andrus            | 1977 – 1981 |
| Sekretarz rolnictwa | Robert Bergland         | 1977 – 1981 |
| Sekretarz handlu | Juanita M. Kreps        | 1977 – 1979 |
| | Philip Klutznick        | 1980 – 1981 |
| Sekretarz pracy | Ray Marshall            | 1977 – 1981 |
| Sekretarz zdrowia, edukacji i opieki społecznej | Joseph A. Califano, Jr. | 1977 – 1979 |
| | Patricia R. Harris *    | 1979 – 1980 |
| Sekretarz zdrowia i opieki społecznej | Patricia R Harris *     | 1980 – 1981 |
| Sekretarz urbanizacji | Patricia R. Harris      | 1977 – 1979 |
| | Moon Landrieu           | 1979 – 1981 |
| Sekretarz transportu | Brock Adams             | 1977 – 1979 |
| | Neil Goldschmidt        | 1979 – 1981 |
| Sekretarz energetyki | James R. Schlesinger    | 1977 – 1979 |
| | Charles Duncan Jr.      | 1982 – 1985 |
| Sekretarz edukacji | Shirley M. Hufstedler * | 1979 – 1981 |
| Dyrektor Biura Zarządzania i Budżetu | Bert Lance              | 1977        |
| | James T. McIntyre       | 1977 – 1981 |
| Przedstawiciel handlowy Stanów Zjednoczonych | Robert S. Strauss       | 1977 – 1979 |
| | Reubin Askew            | 1979 – 1980 |
| Ambasador Stanów Zjednoczonych przy ONZ | Andrew Young            | 1977 – 1979 |
| | Donald McHenry          | 1979 – 1981 |
| Doradca ds. bezpieczeństwa narodowego | Zbigniew Brzeziński     | 1977 – 1981 |
| Przewodniczący Rady Doradców Ekonomicznych | Charles Schultze        | 1977 – 1981 |
| * Departament Zdrowia, Edukacji i Opieki Społecznej (HEW) został przemianowany na Departament Zdrowia i Opieki Społecznej (HHS) w 1980 r., gdy jego funkcje edukacyjne zostały przeniesione do nowo utworzonego Departamentu Edukacji na mocy Ustawy o organizacji Departamentu Edukacji (1979). |                         |             |